# John McGill
John McGill (* 4. November 1809 in Philadelphia, USA; † 14. Januar 1872 in Richmond, Virginia) war ein US-amerikanischer Geistlicher und römisch-katholischer Bischof von Richmond.

## Leben
John McGill besuchte das Saint Joseph’s College. 1828 erwarb er den Bachelor of Arts. McGill studierte Philosophie und Katholische Theologie am St. Thomas’ Seminary in Bardstown, Kentucky und am St. Mary’s Seminary in Baltimore, Maryland. Er empfing am 13. Juni 1835 durch den Bischof von Bardstown, John Baptist Mary David PSS, das Sakrament der Priesterweihe.
Anschließend war McGill Assistenz-Priester an der St. Peter’s Church in Lexington und an der Assumption Cathedral in Louisville. 1839 wurde John McGill Pfarrer der Pfarrei St. Louis in Louisville.
Am 23. Juli 1850 ernannte ihn Papst Pius IX. zum Bischof von Richmond. Der Erzbischof von Saint Louis, Peter Richard Kenrick, spendete ihm am 10. November desselben Jahres die Bischofsweihe; Mitkonsekratoren waren der Bischof von Nashville, Richard Pius Miles OP, und der Bischof von Louisville, Martin John Spalding. Die Amtseinführung erfolgte am 6. Dezember 1850.
John McGill nahm am Ersten Vatikanischen Konzil teil.